# Arthur J. Cutler Memorial
Arthur J. Cutler Memorial, är ett travlopp för 4-åriga och äldre varmblodiga travhästar som körs varje år i maj på Meadowlands Racetrack i East Rutherford i New Jersey i USA. Loppet är ett av Nordamerikas största lopp för äldre travare. Loppet körs över distansen 1 mile (1 609 m), förutom åren 2017–2019, då loppet kördes över distansen 1 1⁄8 miles (1 811 m). 

## Segrare
| År   | Häst               | Kusk             | Tränare              | Tid    | Tvåa               | Trea               |
| ---- | ------------------ | ---------------- | -------------------- | ------ | ------------------ | ------------------ |
| 2024 | Jiggy Jog          | Dexter Dunn      | Åke Svanstedt        | 1:50.0 | Asteroid           | Dover In Motion    |
| 2023 | Venerate           | Brian Sears      | Marcus Melander      | 1:50.1 | It's Academic      | Rattle My Cage     |
| 2022 | Ecurie D.          | Åke Svanstedt    | Åke Svanstedt        | 1:49.1 | Cuatro de Julio    | Bella Bellini      |
| 2021 | Manchego           | Dexter Dunn      | Nancy Takter         | 1:51.1 | Majestic Player A. | Guardian Angel Ås  |
| 2020 | Atlanta            | Yannick Gingras  | Ron Burke            | 1:50.1 | Manchego           | Lindy the Great    |
| 2019 | Cruzado Dela Noche | Brian Sears      | Marcus Melander      | 2:07.3 | Trolley            | Will Take Charge   |
| 2018 | Hannelore Hanover  | Yannick Gingras  | Ron Burke            | 2:06.0 | Will Take Charge   | Crazy Wow          |
| 2017 | Resolve            | Åke Svanstedt    | Åke Svanstedt        | 2:06.3 | Crazy Wow          | JL Cruze           |
| 2016 | Resolve            | Åke Svanstedt    | Åke Svanstedt        | 1:52.2 | Flanagan Memory    | Obrigado           |
| 2015 | Bee A Magician     | Brian Sears      | Richard Nifty Norman | 1:51.2 | Wind Of The North  | Melady's Monet     |
| 2014 | Sebastian K.       | Åke Svanstedt    | Åke Svanstedt        | 1:50.2 | Modern Family      | Sevruga            |
| 2013 | Sevruga            | Andy Miller      | Julie Miller         | 1:51.0 | Wishing Stone      | Guccio             |
| 2012 | Mister Herbie      | Jody Jamieson    | Jeffrey Gillis       | 1:51.3 | Winning Mister     | Hot Shot Blue Chip |
| 2011 | Slave Dream        | Brian Sears      | Frank Oreilly        | 1:52.4 | Buck I St Pat      | Neighsay Hanover   |
| 2010 | Arch Madness       | Brian Sears      | Trond Smedshammer    | 1:51.0 | Lucky Jim          | In Focus           |
| 2009 | Lucky Jim          | Andy Miller      | Julie Miller         | 1:52.1 | Corleone Kosmos    | Michaelrowyourboat |
| 2008 | Corleone Kosmos    | John Campbell    | Ross Croghan         | 1:52.2 | Lanson             | Knight Of Intrigue |
| 2007 | Sand Vic           | Brian Sears      | Trond Smedshammer    | 1:52.4 | Brunton Tilly      | Med Vac            |
| 2006 | Sand Vic           | Brian Sears      | Trond Smedshammer    | 1:53.0 | Hellava Hush       | Vivid Photo        |
| 2005 | Mr Muscleman       | Ron Pierce       | Noel Daley           | 1:54.3 | Sand Vic           | Hellava Hush       |
| 2004 | War Paint          | John Campbell    | David Tingley        | 1:53.0 | Approved Action    | Elegant Man        |
| 2003 | Kadabra            | David Miller     | Jimmy Takter         | 1:53.4 | Danish Delight     | Plesac             |
| 2002 | Fool’s Goal        | Jack Moiseyev    | William Lemyre       | 1:53.1 | Pegasus Spur       | Magician           |
| 2001 | Magician           | David Miller     | Earl Cruise          | 1:52.2 | Victory Margin     | Sundown Score      |
| 2000 | Magician           | David Miller     | Earl Cruise          | 1:53.4 | Nikki Cole Cole    | Big Z Crown        |
| 1999 | Kick Tail          | Berndt Lindstedt | Jan Johnson          | 1:54.1 | Alanjopa           | Glorys Comet       |
| 1998 | B Cor Pete         | Howard Parker    | Lawrence Campagna    | 1:53.2 | Glorys Comet       | Armbro Plato       |